# آنا، امپراتریس روسیه
آنای روسیه یا آنا ایوناوا (به روسی: Анна Иоанновна) در (۷ فوریه [سبک قدیمی: ۲۸ ژانویه] ۱۶۹۳، مسکو – ۲۸ اکتبر [سبک قدیمی: ۱۷ اکتبر] ۱۷۴۰) بین سال‌های ۱۷۱۱ تا ۱۷۳۰ دوشس کورلند و از سال ۱۷۳۰ تا ۱۷۴۰ تزار روسیه بود.